# (7560) Spudis
(7560) Spudis (1986 AJ) – planetoida z pasa głównego asteroid okrążająca Słońce w ciągu 2 lat i 168 dni w średniej odległości 1,95 j.a. Została odkryta 10 stycznia 1986 roku.